# Promozione Lazio 1987-1988
Nella stagione 1987-1988 la Promozione era sesto livello del calcio italiano (il massimo livello regionale). Qui vi sono le statistiche relative al campionato in Lazio.
Il campionato è strutturato in vari gironi all'italiana su base regionale, gestiti dai Comitati Regionali di competenza. Promozioni alla categoria superiore e retrocessioni in quella inferiore non erano sempre omogenee; erano quantificate all'inizio del campionato dal Comitato Regionale secondo le direttive stabilite dalla Lega Nazionale Dilettanti, ma flessibili, in relazione al numero delle società retrocesse dal Campionato Interregionale e perciò, a seconda delle varie situazioni regionali, la fine del campionato poteva avere degli spareggi sia di promozione che di retrocessione.

## Girone A

### Classifica finale
|  | Pos. | Squadra                                        | Pt | G  | V  | N  | P  | GF | GS | DR  |
|  | ---- | ---------------------------------------------- | -- | -- | -- | -- | -- | -- | -- | --- |
|  | 1.   | U.S. Nuova Viterbese, Viterbo                  | 43 | 30 | 16 | 11 | 3  | 34 | 14 | +20 |
|  | 2.   | U.S. Pomezia, Pomezia                          | 38 | 30 | 13 | 12 | 5  | 28 | 17 | +11 |
|  | 3.   | U.S. Ladispoli, Ladispoli                      | 38 | 30 | 13 | 12 | 5  | 47 | 29 | +18 |
|  | 4.   | G.S. Fiumicino, Fiumicino                      | 33 | 30 | 12 | 9  | 9  | 32 | 25 | +7  |
|  | 5.   | Pol. Villalba Ocres Moca, Villalba di Guidonia | 33 | 30 | 12 | 9  | 9  | 30 | 29 | +1  |
|  | 6.   | A.S. Spes Montesacro, Roma                     | 32 | 30 | 9  | 14 | 7  | 34 | 23 | +11 |
|  | 7.   | A.S. Trevignano, Trevignano Romano             | 32 | 30 | 11 | 10 | 9  | 30 | 25 | +5  |
|  | 8.   | Pol. Acilia, Acilia                            | 30 | 30 | 10 | 10 | 10 | 30 | 27 | +3  |
|  | 9.   | G.S. La Rustica, Roma                          | 30 | 30 | 7  | 16 | 7  | 23 | 24 | -1  |
|  | 10.  | G.S. Romana Gas, Roma                          | 29 | 30 | 9  | 11 | 10 | 26 | 33 | -7  |
|  | 11.  | S.S. Rieti, Rieti                              | 26 | 30 | 11 | 5  | 14 | 29 | 33 | -4  |
|  | 12.  | Pol. Monterotondo, Monterotondo                | 26 | 30 | 5  | 16 | 9  | 27 | 32 | -5  |
|  | 13.  | U.S. Etruria Marta, Marta                      | 26 | 30 | 6  | 14 | 10 | 23 | 29 | -6  |
|  | 14.  | A.S. Casalotti, Roma                           | 24 | 30 | 7  | 10 | 13 | 19 | 32 | -13 |
|  | 15.  | G.S. Montespaccato, Montespaccato              | 21 | 30 | 5  | 11 | 14 | 22 | 38 | -16 |
|  | 16.  | Amatori B.N.L., Roma                           | 18 | 30 | 3  | 12 | 15 | 9  | 33 | -24 |

- Pomezia promosso per ripescaggio.

## Girone B

### Classifica finale
|  | Pos. | Squadra                                     | Pt | G  | V  | N  | P  | GF | GS | DR  |
|  | ---- | ------------------------------------------- | -- | -- | -- | -- | -- | -- | -- | --- |
|  | 1.   | Policassino Coop, Cassino                   | 39 | 30 | 14 | 11 | 5  | 23 | 15 | +8  |
|  | 2.   | S.S. Formia, Formia                         | 38 | 30 | 14 | 10 | 6  | 41 | 22 | +19 |
|  | 3.   | G.S. Montecompatri, Monte Compatri          | 36 | 30 | 11 | 14 | 5  | 30 | 21 | +9  |
|  | 4.   | A.C. Lavinio, Lavinio                       | 36 | 30 | 12 | 12 | 6  | 27 | 20 | +7  |
|  | 5.   | V.J.S. Velletri, Velletri                   | 35 | 30 | 11 | 13 | 6  | 32 | 17 | +15 |
|  | 6.   | A.S. Valmontone, Valmontone                 | 35 | 30 | 11 | 13 | 6  | 28 | 21 | +7  |
|  | 7.   | U.S. Nuova Palestrina, Palestrina           | 33 | 30 | 11 | 11 | 8  | 30 | 21 | +9  |
|  | 8.   | A.S. Anzio, Anzio                           | 32 | 30 | 10 | 12 | 8  | 24 | 19 | +5  |
|  | 9.   | Pol. Gaeta, Gaeta                           | 29 | 30 | 9  | 11 | 10 | 28 | 34 | -6  |
|  | 10.  | A.S. Sporting Pontecorvo, Pontecorvo        | 28 | 30 | 10 | 8  | 12 | 37 | 39 | -2  |
|  | 11.  | U.S. Terracina, Terracina                   | 28 | 30 | 9  | 10 | 11 | 26 | 29 | -3  |
|  | 12.  | U.S. Zagarolo Guazzolino M., Zagarolo       | 28 | 30 | 7  | 14 | 9  | 20 | 30 | -10 |
|  | 13.  | U.C. Nettuno, Nettuno                       | 26 | 30 | 10 | 6  | 14 | 25 | 29 | -4  |
|  | 14.  | A.S. Marino, Marino                         | 26 | 30 | 5  | 16 | 9  | 22 | 27 | -5  |
|  | 15.  | S.S. San Giorgio a Liri, San Giorgio a Liri | 15 | 30 | 5  | 5  | 20 | 21 | 44 | -23 |
|  | 16.  | U.S. Pavona Defendi, Pavona di Albano       | 14 | 30 | 2  | 10 | 18 | 11 | 41 | -30 |

- Formia e V.J.S. Velletri promosse per ripescaggio.